# Adobe Flash Builder
Adobe Flash Builder (trước đây gọi là Adobe Flex Builder) là một môi trường phát triển tích hợp (IDE) được xây dựng trên nền tảng Eclipse giúp tăng tốc độ phát triển các ứng dụng Internet phong phú (RIAs) và các phần mềm ứng dụng đa nền tảng, đặc biệt là nền tảng Adobe AIR. Adobe Flash Builder 4 có sẵn trong hai phiên bản: Tiêu chuẩn và Cao cấp.
Adobe Flash Builder cung cấp các trình chỉnh sửa mã tích hợp cho MXML và ActionScript và trình soạn thảo WYSIWYG để sửa đổi các ứng dụng MXML. Adobe Flash Builder bao gồm trình gỡ lỗi tương tác, cho phép các nhà phát triển thực hiện bước thực thi mã trong khi kiểm tra các biến và xem biểu thức. Flex Builder 3 hỗ trợ thêm cho phân tích hiệu suất. Khung nhìn lược tả hiển thị thông tin thống kê về việc sử dụng bộ nhớ ngoài thời gian thực hiện cuộc gọi chức năng.
Trước phiên bản 4, sản phẩm này được gọi là Flex Builder. Thay đổi tên có nghĩa là biểu thị kết nối của nó với các sản phẩm khác trong Nền tảng Adobe Flash và để tạo sự khác biệt rõ ràng giữa SDK Flex miễn phí nguồn mở và IDE.

## Phiên bản

### Macromedia Flex 1.0 và 1.5
Macromedia nhắm mục tiêu thị trường phát triển ứng dụng doanh nghiệp với các phiên bản ban đầu Flex 1.0 và 1.5. Công ty đã cung cấp công nghệ này với mức giá khoảng 15.000 USD mỗi CPU. Cần thiết để triển khai, máy chủ ứng dụng Java EE đã biên dịch MXML và ActionScript nhanh chóng vào các ứng dụng Flash (tệp SWF nhị phân). Mỗi giấy phép máy chủ bao gồm 5 giấy phép cho Flex Builder IDE.

### Adobe Flex 2
Adobe đã thay đổi đáng kể mô hình cấp phép cho dòng sản phẩm Flex với việc phát hành Flex 2. SDK Flex 2 cốt lõi, bao gồm các trình biên dịch dòng lệnh và thư viện lớp hoàn chỉnh của các thành phần và tiện ích giao diện người dùng, được cung cấp dưới dạng tải xuống miễn phí. Các ứng dụng Flex hoàn chỉnh có thể được xây dựng và triển khai chỉ với SDK Flex 2, không chứa các giới hạn hoặc hạn chế so với cùng một SDK đi kèm với IDE Flex Builder.
Adobe dựa trên phiên bản mới của Flex Builder trên nền tảng Eclipse nguồn mở. Công ty đã phát hành hai phiên bản Flex Builder 2, Standard và Professional. Phiên bản Professional bao gồm thư viện Linh kiện biểu đồ Flex.
Các dịch vụ hướng doanh nghiệp vẫn khả dụng thông qua Dịch vụ dữ liệu Flex 2. Thành phần máy chủ này cung cấp đồng bộ hóa dữ liệu, đẩy dữ liệu, đăng ký xuất bản và kiểm tra tự động. Không giống như Flex 1.0 và 1.5, Dịch vụ dữ liệu Flex không bắt buộc để triển khai các ứng dụng Flex.
Trùng hợp với việc phát hành Flex 2, Adobe đã giới thiệu một phiên bản mới của ngôn ngữ lập trình ActionScript, được gọi là Actioncript 3, phản ánh đặc tả ECMAScript mới nhất. Việc sử dụng ActionScript 3 và Flex 2 yêu cầu phiên bản 9 trở lên của thời gian chạy Flash Player. Flash Player 9 đã kết hợp một máy ảo mới mạnh mẽ hơn để chạy ActionScript 3 mới.
Flex là sản phẩm Macromedia đầu tiên được đổi tên dưới tên Adobe.

### Adobe Flex 3
Vào ngày 26 tháng 4 năm 2007, Adobe đã công bố ý định phát hành SDK Flex 3 (không bao gồm IDE Flex Builder IDE và Dịch vụ dữ liệu LiveCycle) theo các điều khoản của Giấy phép công cộng Mozilla. Adobe đã phát hành phiên bản beta đầu tiên của Flex 3 mang tên Moxie vào tháng 6 năm 2007. Các cải tiến chính bao gồm tích hợp với các phiên bản mới của các sản phẩm Creative Suite của Adobe, hỗ trợ AIR (thời gian chạy ứng dụng máy tính để bàn mới của Adobe) và thêm vào hồ sơ và tái cấu trúc các công cụ cho IDE Flex Builder.

### Adobe Flash Builder và Flex 4
Adobe đã phát hành Flex 4.0 (tên mã là Gumbo) vào ngày 22 tháng 3 năm 2010. Môi trường phát triển Flex 4 được đổi thương hiệu từ Adobe Flex Builder thành Adobe Flash Builder, để chỉ ra rằng nó tạo ra các ứng dụng cho Adobe Flash Player, và không phải một nền tảng riêng biệt.
Một số chủ đề đã được tích hợp vào Flex 4:
- Thiết kế trong tâm trí: Khung được thiết kế để hợp tác liên tục giữa các nhà thiết kế và nhà phát triển.
- Phát triển nhanh: Có thể nhanh chóng đưa ứng dụng phát triển từ thụ thai vào thực tế.
- Cải tiến nền tảng ngang: Hiệu suất trình biên dịch, cải tiến ngôn ngữ, các thành phần BiDirectional, văn bản nâng cao (Flex 4 bao gồm Khung bố cục văn bản mới[10]).
- Hỗ trợ đầy đủ cho Adobe Flash Player 10 trở lên.
- Mở rộng tầm nhìn: Tìm cách làm cho khung nhẹ hơn, hỗ trợ nhiều thời gian triển khai hơn, thời gian chạy MXML.
- Da đơn giản hơn các phiên bản trước.
- Tích hợp với Adobe Flash Catalyst.
- Mẫu tùy chỉnh

Flash Builder có sẵn trong hai phiên bản: Standard và Premium, bản cao cấp bổ sung các tính năng sau;
- Công cụ kiểm tra
- Bộ nhớ và hiệu suất hồ sơ
- Một khai thác thử nghiệm tự động để kết nối với tất cả các công cụ kiểm tra hàng đầu
- Hỗ trợ FlexUnit
- khả năng xây dựng dòng lệnh

### Adobe Flash Builder 4.5 và Flex 4.5
Ngày 3 tháng 5 năm 2011, Adobe đã phát hành Flash Builder 4.5 sao chép Flex 4.5 (chỉ SDK) cung cấp hỗ trợ đầy đủ để xây dựng các ứng dụng Flex và ActionScript cho Google Android, cũng như hỗ trợ xây dựng các ứng dụng ActionScript cho BlackBerry Tablet OS và Apple iOS. Bản cập nhật cho Flash Builder 4.5 và Flex 4.5 bổ sung hỗ trợ xây dựng các ứng dụng Flex cho BlackBerry Tablet OS và Apple iOS.
Flex 4.5 SDK cung cấp nhiều thành phần và khả năng mới, cùng với sự hỗ trợ tích hợp trong Flash Builder 4.5 và Flash Catalyst CS 5.5. Với SDK Adobe Flex 4.5 được điều chỉnh bởi ba mục tiêu chính:
- Cho phép các nhà phát triển sử dụng Flex để phát triển ứng dụng đa màn hình
- Hoàn thiện hơn nữa bộ kiến trúc và thành phần Spark (skinning) đã được giới thiệu trong Flex 4

### Ngưng hỗ trợ
Adobe Flash Builder 4.7 đã kết thúc hỗ trợ lõi vào năm 2017 và kết thúc hỗ trợ mở rộng vào năm 2019.